# Al-Murrah
Al-Murrah (Árabe: آل مرة)  (singular 'Al Marri') es una tribu árabe descendiente de Banu Yam.

## Origen
Principalmente residen en países como Catar, Arabia Saudí, Emiratos Árabes Unidos, Kuwait y Baréin. Históricamente, Al-Murrah han sido nómadas pastores de camellos, que controlaban y viajaban a través de una vasta zona de la península arábiga.
Siete clanes forman la rama saudita de Al Murrah. La tribu, que viaja hasta 3.000 kilómetros (3057,754km) cada año, está compuesta por aproximadamente 15.000 individuos.

## Población

### Catar
A través de la historia, Al Murrah constituía una gran proporción de la población étnica de Catar.
En 1885, varios miembros de la tribu Al Murrah, junto con varios miembros de la tribu Bani Hajer, renunciaron a su lealtad a Catar y abandonaron el país. A las dos familias se unió la tribu Ajman, conocida por albergar hostilidades hacia Catar y participar regularmente en escaramuzas con sus habitantes. Mientras el grupo estaba acampado en una zona entre Catar y Omán, un regimiento de 1.200 partisanos compuesto por ramas de Al Murrah y Bani Hajer leales al jeque de Catar se enfrentó al grupo. Aunque las tres tribus contaban con una fuerza combinada de 2.000 hombres y superaban en número a la oposición, sufrieron grandes pérdidas.
La mayoría de los miembros de la tribu eran firmes partidarios del jeque Jalifa Al Thani, el ex-emir de Catar que fue depuesto en 1995 en un golpe de Estado de su hijo. Ocho meses después del golpe, 119 miembros de Al Murrah intentaron derrocar al nuevo Emir de Catar, el jeque Hamad Al Thani, pero fracasaron. En febrero de 2000, 19 de los presuntos autores habían sido condenados a muerte, 33 a cadena perpetua y el resto absueltos. Sin embargo, ninguno de los condenados a muerte fue ejecutado.
En 2017, Catar revocó la ciudadanía del jeque y de 54 miembros de su tribu. Al Murrah es amigable con los Emiratos Árabes Unidos y Arabia Saudita y negativo con el actual régimen de Irán.
A los miembros de la tribu Al Murrah no se les permitió presentarse a las elecciones generales de Catar de 2021, lo que provocó protestas.